# San Nicolás (Buenos Aires)
San Nicolás é um dos bairros da cidade de Buenos Aires, capital da Argentina. Pertencente à Comuna 1, o bairro possui uma área de 2,29 km² e tinha uma população de 29.273 habitantes em 2010, sendo 14.046 homens e 15.227 mulheres.
A Torre Bouchard, em San Nicolás, tem a sede das Aerolíneas Argentinas.
O nome do bairro tem sua origem no final do século XVIII, com a construção da Igreja de San Nicolás de Bari, que se encontrava no lugar do atual Obelisco. Assim, foi criada a paróquia correspondente a esse templo, que correspondaa ao setor oeste do atual bairro, como o setor leste da atual Avenida 9 de Julio era a paróquia da Catedral ao Norte, correspondente precisamente a Catedral Metropolitana. Assim, criou-se o bairro de San Nicolás oficialmente em 1972, com a fusão de dois bairros com identidades históricas separadas. San Nicolás forma parte do histórico da cidade, a área fundada em 1580 antecipadamente pelo Juan de Garay, e nos blocos ao redor do atual Plaza de Mayo foram construídos edifícios públicos e as habitações primitivas dos fundadores. Assim, faz parte da área mais antiga da cidade e os muitos eventos históricos ocorreram ao longo de mais de quatro séculos.

## Infraestrutura

### Transportes

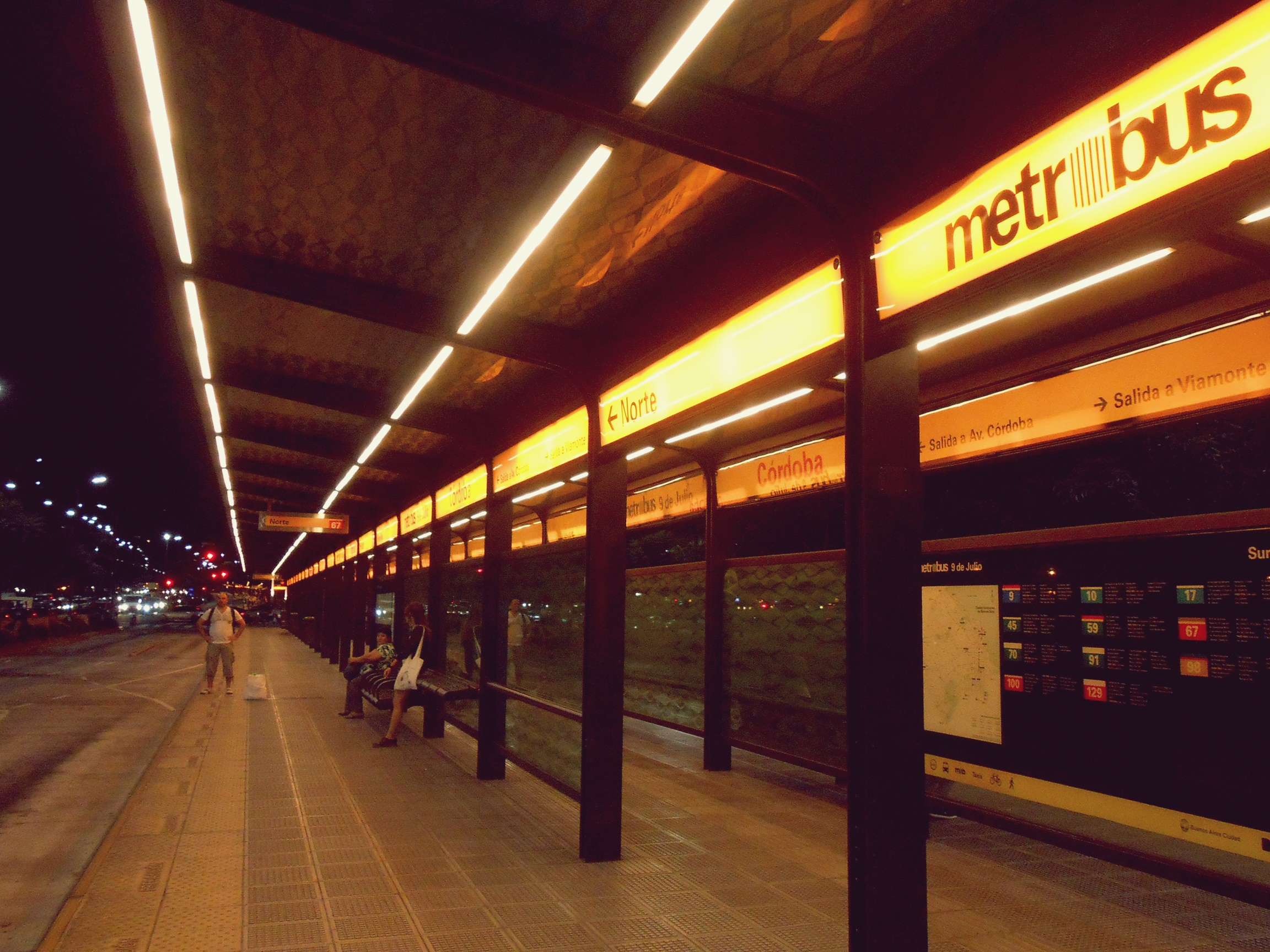
Parada Córdoba do Metrobus de Buenos Aires.

O bairro de San Nicolás é cortado de norte a sul pela Avenida 9 de Julho, a principal avenida de Buenos Aires. Ao longo do trecho desta avenida que passa pelo bairro, estão situadas as seguintes paradas do Corredor 9 de Julio do Metrobus de Buenos Aires: Córdoba, Teatro Colón, Obelisco Norte, Obelisco Sur, Perón e Bartolomé Mitre. Outras vias importantes de San Nicolás são: a Avenida Corrientes, que corta o bairro de oeste a leste; a Avenida Córdoba, que delimita o bairro a norte; a Avenida Rivadavia, que delimita o bairro a sul; a Avenida Callao, que delimita o bairro a oeste; a Avenida Eduardo Madero, que delimita o bairro a leste; a Avenida Leandro N. Alem, uma via que tem início no Parque Colón; e a Avenida Presidente Julio Argentino Roca, que liga a Plaza de Mayo ao Obelisco de Buenos Aires.
Além das paradas do Metrobus e de diversas linhas de ônibus, San Nicolás é atendido pelas seguintes estações do Metro de Buenos Aires, que atendem às linhas A, B, C e D do sistema:
- 9 de Julio
- Callao
- Callao
- Carlos Pellegrini
- Catedral
- Congreso
- Diagonal Norte
- Florida
- Lavalle
- Leandro N. Alem
- Tribunales
- Uruguay

Além destas, encontra-se em construção no bairro a Estação Correo Central, situada entre as avenidas Leandro N. Alem e Corrientes e que atenderá a Linha E.

## Edifícios

### Igrejas

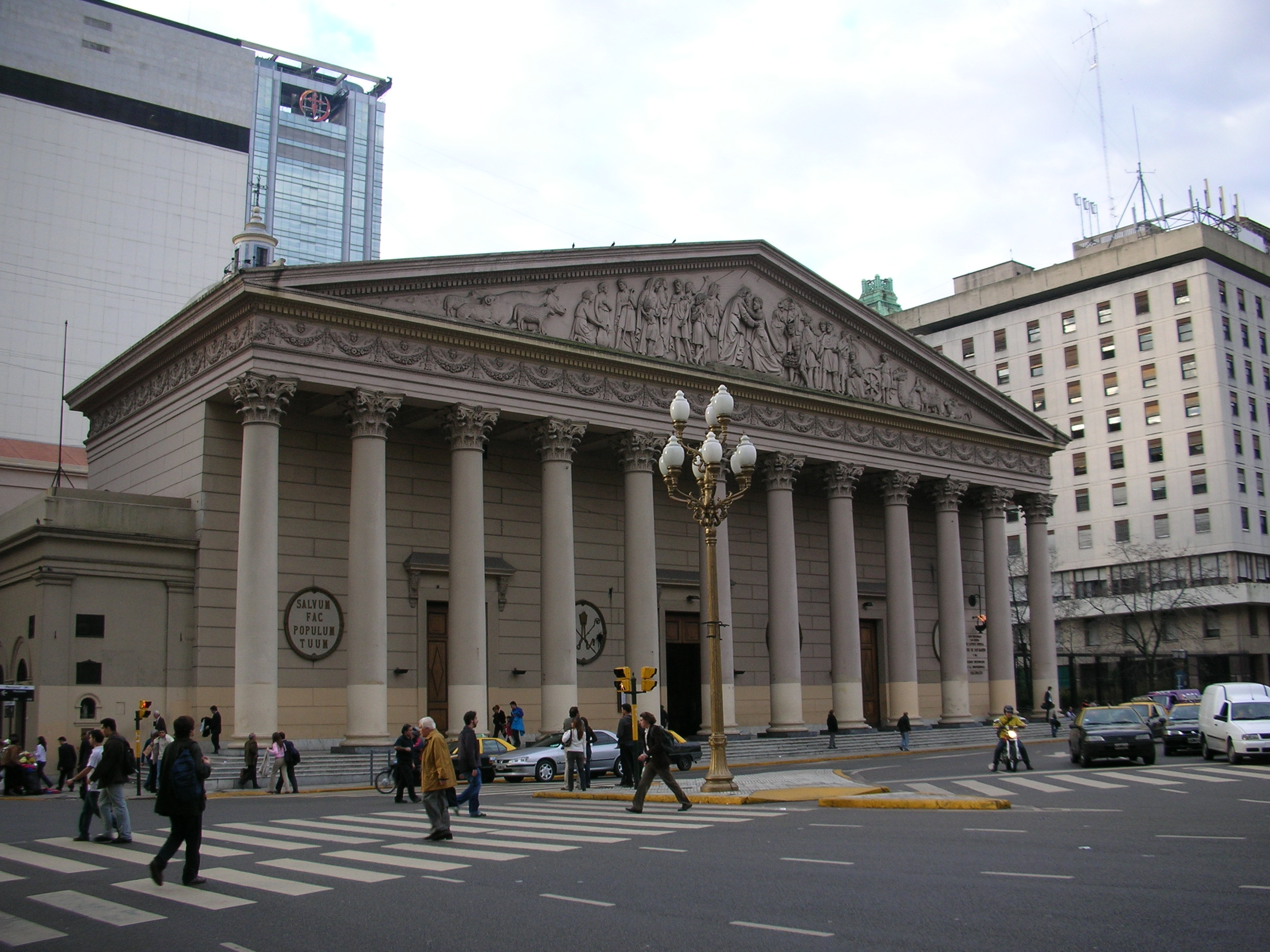
Fachada da Catedral Metropolitana de Buenos Aires.

Em San Nicolás, situa-se a Catedral Metropolitana de Buenos Aires, o principal templo católico da Argentina. Localizada na esquina da Avenida Rivadavia com a Rua San Martín, a catedral é a matriz da Arquidiocese de Buenos Aires. Em seu interior, além de estátuas, retábulos e decorações neorrenascentistas e neobarrocas, fica o túmulo de José de San Martín, cujas campanhas revolucionárias foram decisivas para os processos de independência da Argentina, do Chile e do Peru.
Também situa-se no bairro a Igreja de São Miguel Arcanjo, uma igreja de estilo neorrenascentista fundada por Don Juan Guillermo González y Aragón. A edificação atual, inaugurada em 1788, teve sua fachada remodelada com mosaicos venezianos pelo arquiteto italiano Augusto César Ferrari durante a década de 1910.

## Espaços públicos e monumentos

### Espaços públicos

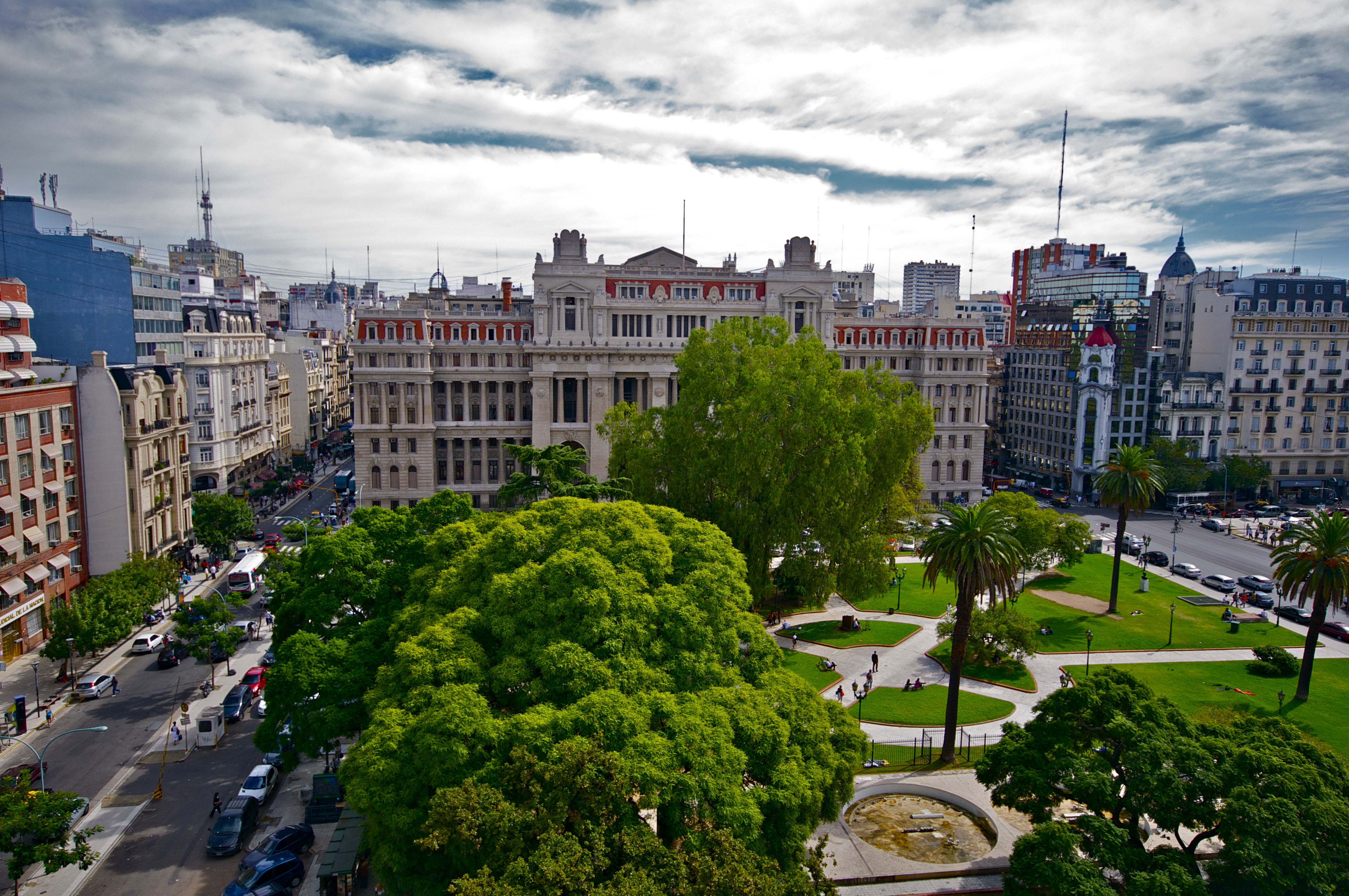
Praça Lavalle; ao fundo, o Palácio da Justiça da Nação Argentina.

Nas laterais do trecho da Avenida 9 de Julho que passa por San Nicolás, estão situadas as seguintes praças, em sua maioria arborizadas: a Praça Província de Santa Cruz; a Praça Província de San Luis; a Praça Província de San Juan; a Praça Província de Salta; a Praça Província de Río Negro; e a Praça Província de Neuquén. Os nomes destes logradouros foram dados em homenagem a algumas das províncias da Argentina. Já no entorno do Obelisco de Buenos Aires, localizam-se: a Praça da República (no centro); a Praça Paloma Efron (a noroeste); a Praça La Cumparsita (a nordeste); a Praça Paquita Bernardo (a sudeste); e a Praça Verano Porteño (a sudoeste).
No entorno do Teatro Colón, estão localizadas duas praças: a Praça Lavalle, uma área verde urbana composta por três quarteirões; e a Praça do Vaticano. Entre as avenidas Leandro N. Alem e a Eduardo Madero, ficam outras quatro praças: a Praça Roma; a Praça Dr. Carlos Alberto Erro; a Praça Hipólito Bouchard; e a Praça José Razzano. Já a Praça Roberto Arlt, situada no cruzamento da Avenida Rivadavia com a Rua Esmeralda, e a Praça San Nicolás, situada no cruzamento da Avenida Corrientes com a Rua Reconquista, dividem os respectivos quarteirões com alguns edifícios.

## Cultura

### Teatros

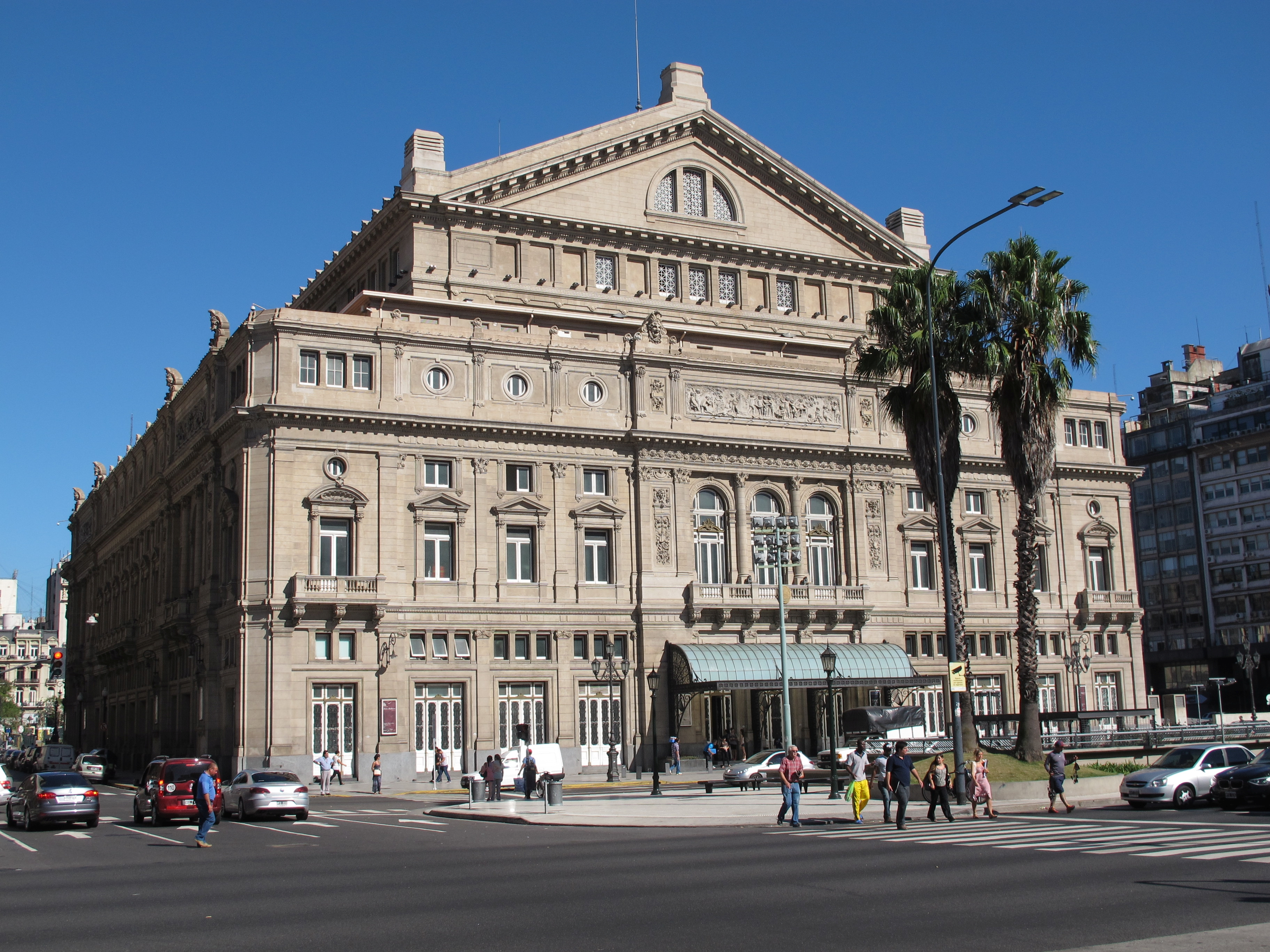
Fachada do Teatro Colón.

Os seguintes teatros situam-se em San Nicolás:
- Teatro Apolo
- Teatro Broadway
- Teatro Colón
- Teatro El Nacional
- Teatro Gran Rex
- Teatro Lola Membrives
- Teatro Maipo
- Teatro Metropolitan
- Teatro Municipal General San Martín
- Teatro Nacional Cervantes
- Teatro Ópera
- Teatro Politeama
- Teatro Premier
- Teatro Presidente Alvear
- Teatro Tabarís